# Steve Buscemi
Pour les articles homonymes, voir Buscemi (homonymie).
Steve Buscemi est un acteur, réalisateur, scénariste et producteur de cinéma américain, né le 13 décembre 1957 à Brooklyn (New York).
Acteur éclectique qui tourne aussi bien dans des films indépendants que dans des blockbusters, il est surtout connu pour ses collaborations avec Joel et Ethan Coen - Miller's Crossing (1990), Barton Fink (1991), Le Grand Saut (1994), Fargo (1996) et The Big Lebowski (1998) - et également pour son rôle de M. Pink dans Reservoir Dogs (1992) et apparaît dans Pulp Fiction (1994), les premier et second films de Quentin Tarantino, ainsi que celui d'Enoch « Nucky » Thompson dans la série télévisée Boardwalk Empire (2010-2014) de Terence Winter. Il est également apparu dans les films Mystery Train (1989), Desperado (1995), Les Ailes de l'enfer (1997), Armageddon (1998), Ghost World (2001), Big Fish (2003), The Island (2005) et La Mort de Staline (2017) ainsi que dans la série télévisée Les Soprano (2004-2006).
Il prête sa voix à de nombreux personnages, dont notamment à Léon le caméléon dans Monstres et Cie (2001), Wayne dans la série de films Hôtel Transylvanie (2012-) de Genndy Tartakovsky et Francis E. Francis dans Baby Boss (2017).

## Biographie

### Jeunesse
Steve Buscemi est le fils de Dorothy Wilson, réceptionniste, et de John Buscemi, éboueur et vétéran de la guerre de Corée. Il a trois frères, Jon, Ken et Michael, et est élevé dans la tradition catholique. Après ses études secondaires, il fait quelques petits boulots et s'inscrit au Lee Strasberg Theatre Institute. Il commence ensuite à écrire et jouer des pièces de théâtre avec son ami Mark Boone Junior. De 1980 à 1984, il travaille comme pompier dans la compagnie 55 du New York City Fire Department.

### Carrière d'acteur
Il fait ses débuts au cinéma en 1984 avec Vincent Gallo dans The Way It Is d'Eric Mitchell, puis apparaît dans la série Deux flics à Miami en 1986. Cette même année, il obtient son premier grand rôle dans Un clin d'œil pour un adieu où il incarne un compositeur atteint du sida. En 1989, il fait une apparition remarquée dans Mystery Train, de Jim Jarmusch.
En 1990, il rencontre les frères Joel et Ethan Coen pour le film de gangsters Miller's Crossing. Ce film marque le début de leur collaboration : suivent Barton Fink (1991), Le Grand Saut (1994), et surtout Fargo (1996) et The Big Lebowski (1997) dans lesquels il interprète des rôles plus importants, Carl Showalter, petit criminel minable, et Donny, joueur de bowling aimable et naïf.
En 1992, il tient son premier rôle principal dans In the Soup, où il interprète le rôle d'un scénariste raté, aidé par un producteur escroc ; puis incarne son personnage qui reste le plus connu : le gangster M. Pink dans Reservoir Dogs de Quentin Tarantino, un rôle que le réalisateur avait écrit pour lui-même avant de s'effacer devant la prestation de Buscemi pendant les auditions. Il remporte pour ce rôle l'Independent Spirit Award du meilleur acteur dans un second rôle.

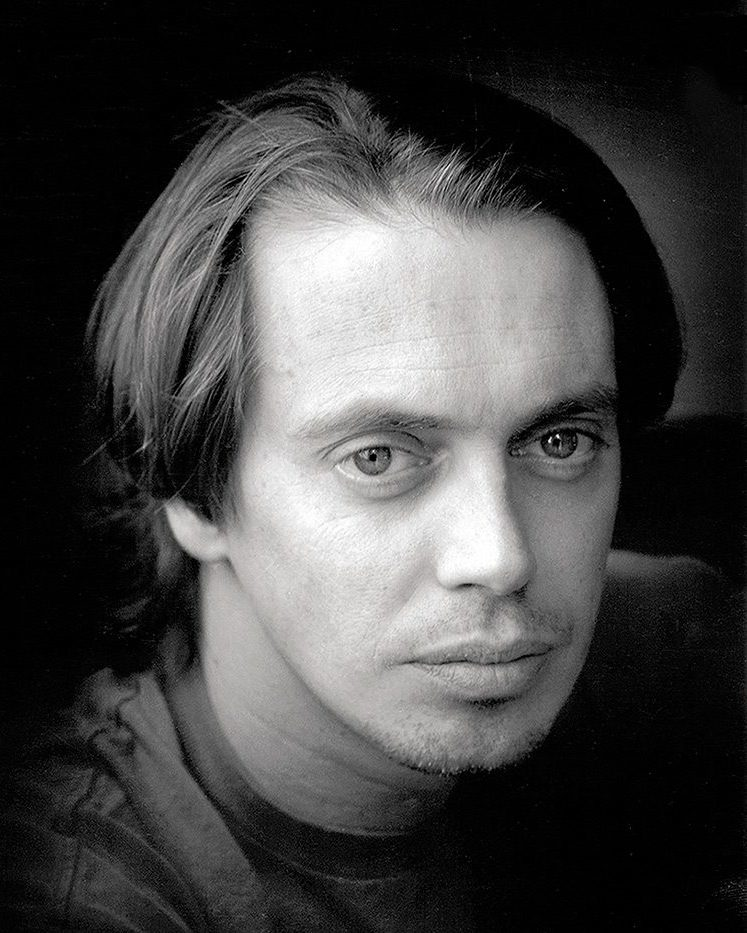
Steve Buscemi en 1996.

Ce film lui ouvre désormais les portes d'une carrière essentiellement faite de seconds rôles, où son physique particulier, silhouette mince, peau pâle, yeux légèrement exorbités, denture irrégulière, le rend aisément identifiable. Ainsi, dans Fargo, un témoin le décrit à la police locale en ces termes : « The little guy was kinda funny-lookin' » (qui peut se traduire par « le petit gars avait un air bizarre ») avant de préciser : « More than most people, even. » (« Plus que la moyenne »).
Il est cependant ouvert à tous les genres cinématographiques et reste très complice avec Quentin Tarantino — il apparaît brièvement dans Pulp Fiction —, Robert Rodriguez (Desperado, Spy Kids 2 : Espions en herbe et Spy Kids 3 : Mission 3D), les frères Joel et Ethan Coen, Tom DiCillo ou encore Alexandre Rockwell. Côté comédie, il fait régulièrement des apparitions dans les films d'Adam Sandler. Il fait également une « incursion » dans les films à gros budgets avec principalement les blockbusters de Michael Bay : Armageddon (1998) et The Island (2005), ainsi que dans Les Ailes de l'enfer (1997), où son rôle de tueur en série lui vaut une nomination au Saturn Award du meilleur acteur dans un second rôle, et dans Big Fish (2003), où il joue un poète raté qui se reconvertit en braqueur de banques. Il prête également sa voix au personnage de Randall Boggs dans Monstres et Cie (2001).
Il est tout aussi doué pour les comédies indépendantes américaines telles que Ghost World (2002), où il interprète un attachant collectionneur de disques 78 tours, rôle pour lequel il remporte une deuxième fois l'Independent Spirit Award du meilleur acteur dans un second rôle.
En 2004, il interprète un rôle secondaire récurrent, celui de Tony Blundetto, un cousin de Tony Soprano, dans la série télévisée Les Soprano. De 2010 à 2014, il tient le rôle principal, celui du politicien et mafieux Enoch Thompson, dans la série télévisée Boardwalk Empire, qui se déroule à Atlantic City pendant la prohibition. Il a remporté pour ce rôle le Golden Globe du meilleur acteur dans une série télévisée dramatique en 2011 et le Screen Actors Guild Award du meilleur acteur dans une série dramatique en 2011 et 2012. 
Depuis 2019, il est un des principaux acteurs de la série comique Miracle Workers. Dans cette anthologie, Steve Buscemi enchaine les rôles au fil des saisons, ces dernières prenant tour à tour place au Paradis, au Moyen Âge et au Far West.
En 2020 et comme de nombreuses personnalités, il apparait dans son propre rôle dans la série d'animation Scooby-Doo et Compagnie[source insuffisante].
En 2021, il prête sa voix à un personnage dans la cinquième saison de la série d'animation Rick et Morty.

### Carrière de réalisateur
En parallèle à sa carrière d'acteur, Steve Buscemi s'est lancé dans la réalisation : en 1992, il écrit et met en scène un court métrage intitulé What Happened to Pete et dans lequel il joue aux côtés de ses amis Mark Boone Jr. et Seymour Cassel. Il s'essaie au long métrage en 1996 avec Trees Lounge, dans lequel il dirige Chloë Sevigny, Anthony LaPaglia, Daniel Baldwin et Samuel L. Jackson et dans lequel apparaît son fils Lucian.
Après avoir réalisé deux épisodes de la série télévisée Oz, sur l'univers carcéral, il reste dans le même registre avec le film Animal Factory. C'est l'adaptation du roman d'Edward Bunker, un ancien détenu, qui n'était autre que l'acteur jouant M. Blue dans Reservoir Dogs. On retrouve dans ce film une distribution impressionnante : Willem Dafoe, Danny Trejo, Mickey Rourke, Edward Furlong, etc. Il met ensuite en scène quatre épisodes de la série Les Soprano.
En 2005, il réalise son 3e long métrage, Lonesome Jim, avec Casey Affleck, Liv Tyler et toujours ses compères Mark Boone Jr. et Seymour Cassel.
En 2007, il met en scène l'intimiste Interview avec Sienna Miller. Le film est un remake d'un film néerlandais du même nom réalisé en 2003 par Theo van Gogh. Pour coller au style du cinéaste hollandais, Buscemi n'utilise que trois petites caméras numériques : une qui filme le personnage masculin (en l'occurrence lui-même), la seconde pour Sienna Miller et la dernière pour les décors. Le tournage a ainsi été très rapide. 
En 2022, il sort son cinquième film comme réalisateur, The Listener.

### Vie privée
Il est marié depuis 1987 à la chorégraphe et réalisatrice Jo Andres, jusqu'au décès de cette dernière le 11 janvier 2019 ; ils ont un fils prénommé Lucian.
Le 11 avril 2001, il est gravement blessé de plusieurs coups de couteau au visage, au cou et au bras pendant une bagarre dans une boîte de nuit.
Après les attentats du 11 septembre 2001, il se présente à son ancienne caserne de pompiers comme volontaire et participe aux recherches pendant une semaine dans les décombres du World Trade Center. Le 25 mai 2003, il est arrêté pour avoir participé activement à des manifestations contre la fermeture de six casernes de pompiers de New York.
C'est un lointain cousin de Chris Baio, bassiste de Vampire Weekend.
Le 8 mai 2024, il est victime d'une agression dans les rues de New York. 

## Filmographie

### En tant qu'acteur

#### Cinéma

##### Années 1980
- 1984 : The Way It Is (en) d'Eric Mitchell (en) : Willy / Raphael
- 1986 : Clins d'œil sur un adieu (Parting Glances) de Bill Sherwood : Nick
- 1986 : Sleepwalk (en) de Sara Driver : un travailleur
- 1986 : No Picnic (en) de Philip Hartman : le mac' mort
- 1987 : Kiss Daddy Goodnight (en) de Peter Ily Huemer : Johnny
- 1987 : Heart (en) de James Lemmo (en) : Nicky
- 1988 : Call Me (en) de Sollace Mitchell : Switchblade
- 1988 : Enquête en tête (Vibes) de Ken Kwapis : Fred
- 1988 : Au cœur de minuit (en) (Heart of Midnight), de Matthew Chapman : Eddy
- 1989 : New York Stories de Martin Scorsese : Gregory Stark (segment Apprentissages)
- 1989 : Esclaves de New York (Slaves of New York) de James Ivory : Wilfredo
- 1989 : Il était une fois Broadway d'Howard Brookner : Whining Willie
- 1989 : Mystery Train de Jim Jarmusch : Charlie le coiffeur (segment Lost in Space)

##### Années 1990
- 1990 : Darkside, les contes de la nuit noire (Tales from the Darkside: The Movie), de John Harrison: Bellingham (segment Lot 249)
- 1990 : The King of New York (King of New York) d'Abel Ferrara : Test Tube
- 1990 : Miller's Crossing de Joel Coen : Mink
- 1991 : Zandalee de Sam Pillsbury : OPP Man
- 1991 : Barton Fink de Joel Coen : Chet
- 1991 : Billy Bathgate de Robert Benton : Irving
- 1992 : Reservoir Dogs de Quentin Tarantino : Mr. Pink
- 1992 : In the Soup d'Alexandre Rockwell : Aldolpho Rollo
- 1992 : CrissCross de Chris Menges : Louis
- 1993 : Claude de Cindy Lou Johnson : Danny
- 1993 : Twenty Bucks de Keva Rosenfeld : Frank
- 1993 : Soleil levant (Rising Sun) de Philip Kaufman : Willy "La Fouine" Wilhelm
- 1993 : Bon appétit maman (Ed and His Dead Mother) de Jonathan Wacks : Ed Chilton
- 1994 : Floundering de Peter McCarthy : Ned
- 1994 : Le Grand Saut (The Hudsucker Proxy) de Joel Coen : le barman beatnik
- 1994 : Pulp Fiction de Quentin Tarantino : le serveur déguisé en Buddy Holly
- 1994 : Radio Rebels (Airheads) de Michael Lehmann : Rex
- 1994 : Somebody to Love d'Alexandre Rockwell : Mickey
- 1994 : A la recherche de Jimmy le Borgne (The Search for One-eye Jimmy) de Sam Henry Kass : Ed Hoyt
- 1995 : Ça tourne à Manhattan (Living in Oblivion) de Tom DiCillo : Nick Reve
- 1995 : Billy Madison de Tamra Davis : Danny McGrath (non crédité)
- 1995 : Desperado de Robert Rodriguez : Buscemi
- 1995 : Dernières Heures à Denver (Things to Do in Denver When You're Dead) de Gary Fleder : Mister Shhh
- 1996 : Fargo de Joel Coen : Carl Showalter
- 1996 : Trees Lounge de lui-même : Tommy
- 1996 : Kansas City de Robert Altman : Johnny Flynn
- 1996 : Los Angeles 2013 (Escape from L.A.) de John Carpenter : Eddie
- 1997 : Les Ailes de l'enfer (Con Air) de Simon West : Garland Greene
- 1997 : Une vraie blonde (The Real Blonde) de Tom DiCillo : Nick
- 1998 : Wedding Singer : Demain, on se marie ! (The Wedding Singer) de Frank Coraci : David "Dave" Veltri
- 1998 : The Big Lebowski de Joel Coen : Theodore Donald "Donny" Kerabatsos
- 1998 : Les Imposteurs (The Impostors) de Stanley Tucci : Happy Franks
- 1998 : Armageddon de Michael Bay : Rockhound
- 1998 : Louis & Frank d'Alexandre Rockwell : Drexel
- 1999 : Big Daddy de Dennis Dugan : le sans-abri

##### Années 2000
- 2000 : Animal Factory de lui-même : A. R. Hosspack
- 2000 : 28 jours en sursis (28 Days) de Betty Thomas : Cornell Shaw
- 2001 : Bad Luck! (Double Whammy) de Tom DiCillo : Jerry Cubbins
- 2001 : Ghost World de Terry Zwigoff : Seymour
- 2001 : Final Fantasy : Les Créatures de l'esprit (Final Fantasy: The Spirits Within) de Hironobu Sakaguchi et Moto Sakakibara : Officier Neil Fleming (voix américaine)
- 2001 : The Grey Zone de Tim Blake Nelson : Hesch Abramowics
- 2001 : Monstres et Cie (Monsters, Inc.) de Peter Docter et David Silverman : Randall Boggs (Léon) (voix américaine)
- 2001 : L'Intrus (Domestic Disturbance) de Harold Becker : Ray Coleman
- 2002 : Le Projet Laramie (The Laramie Project) de Moisés Kaufman : Doc O'Conner
- 2002 : 13 Moons d'Alexandre Rockwell : Bananas le Clown
- 2002 : Love in the Time of Money de Peter Mattei : Martin Kunkle
- 2002 : Les Aventures de Mister Deeds (Mr. Deeds) de Steven Brill : Crazy Eyes
- 2002 : Spy Kids 2 : Espions en herbe (Spy Kids 2: Island of Lost Dreams) de Robert Rodriguez : Romero
- 2003 : Spy Kids 3 : Mission 3D (Spy Kids 3-D: Game Over) de Robert Rodriguez : Romero
- 2003 : Coffee and Cigarettes de Jim Jarmusch (segment Twins) : le serveur
- 2003 : Big Fish de Tim Burton : Norther Winslow
- 2004 : La ferme se rebelle (Home on the Range), de Will Finn et John Sanford : Wesley (voix originale)
- 2005 : The Island de Michael Bay : James McCord
- 2005 : Romance & Cigarettes de John Turturro : Angelo
- 2006 : Art School Confidential de Terry Zwigoff : Broadway Bob D'Annunzio
- 2006 : Paris, je t'aime de Joel et Ethan Coen (segment Tuileries) : le touriste
- 2006 : Monster House de Gil Kenan : Nebbercracker (voix américaine)
- 2006 : Delirious de Tom DiCillo : Les Galantine
- 2006 : Le Petit Monde de Charlotte (Charlotte's Web) de Gary Winick : Templeton le rat (voix originale)
- 2007 : Interview de lui-même : Pierre Peders
- 2007 : Je crois que j'aime ma femme (I Think I Love My Wife) de Chris Rock : George
- 2007 : Quand Chuck rencontre Larry (I Now Pronounce You Chuck and Larry) de Dennis Dugan : Clint Fitzer
- 2008 : Igor d'Anthony Leondis : Scamper (voix)
- 2009 : The Messenger d'Oren Moverman : Dale Martin
- 2009 : John Rabe, le juste de Nankin de Florian Gallenberger : Dr Wilson
- 2009 : Rage de Sally Potter : Frank
- 2009 : Handsome Harry de Bette Gordon : Thomas Kelley
- 2009 : Saint John of Las Vegas d'Hue Rhodes : John
- 2009 : Mission-G (G-Force) d'Hoyt Yeatman : Bucky (voix américaine)
- 2009 : Be Bad! de Miguel Arteta : George Twisp

##### Années 2010
- 2010 : Copains pour toujours de Dennis Dugan : Wiley
- 2010 : The Chosen One de Rob Schneider : Neal
- 2010 : Peter Smalls is Dead d'Alexandre Rockwell : Bernie
- 2011 : Rampart d'Oren Moverman : Bill Blago
- 2012 : Sur la route (On the Road) de Walter Salles : le client de Dean
- 2012 : Hôtel Transylvanie (Hotel Transylvania) de Genndy Tartakovsky : Wayne (voix américaine)
- 2013 : L'Incroyable Burt Wonderstone (The Incredible Burt Wonderstone) de Don Scardino : Anton Lovecraft
- 2013 : Monstres Academy de Dan Scanlon : Randall Boggs (voix américaine)
- 2013 : Copains pour toujours 2 (Grown Ups 2) de Dennis Dugan : Wiley
- 2013 : Khumba d'Anthony Silverston : Skalk (voix américaine)
- 2014 : The Cobbler de Thomas McCarthy
- 2015 : Hôtel Transylvanie 2 (Hotel Transylvania 2) de Genndy Tartakovsky : Wayne (voix américaine)
- 2015 : The Ridiculous 6 de Frank Coraci : Doc Griffin
- 2016 : Mildred & and the Dying Parlor d'Alexander H. Gayner : Rick (court-métrage)
- 2017 : Norman de Joseph Cedar
- 2017 : La Route sauvage (Lean on Pete) de Andrew Haigh : Del
- 2017 : Baby Boss de Tom McGrath : Francis E. Francis (voix originale)
- 2017 : Transformers: The Last Knight de Michael Bay : Daytrader
- 2017 : La Mort de Staline (The Death of Stalin) d'Armando Iannucci : Nikita Khrouchtchev
- 2018 : Hôtel Transylvanie 3 : Des vacances monstrueuses de Genndy Tartakovsky : Wayne (voix américaine)
- 2018 : Mariage à Long Island de Robert Smigel : Charles
- 2019 : The Dead Don't Die de Jim Jarmusch

##### Années 2020
- 2020 : The King of Staten Island de Judd Apatow : Papa
- 2020 : Hubie Halloween de Steven Brill : Walter Lambert
- 2023 : Day of the Fight de Jack Huston : oncle de Mike
- 2024 : Transformers : Le Commencement (Transformers One) de Josh Cooley : Starscream (voix originale)
- 2025 : Happy Gilmore 2 de Dennis Dugan : le voisin
- 2025 : La Ferme des animaux (Animal Farm) d'Andy Serkis : Moses (voix)

#### Télévision
- 1986 : Deux flics à Miami (Miami Vice) - Saison 3, épisode 7 : Rickles
- 1987 : Equalizer (The Equalizer) - Saison 2, épisode 22 : Archie, l'employé du magasin d'électronique
- 1988 : Guillaume Tell (Crossbow) - Saison 2, épisode 11 : le capitaine des gardes
- 1989 : Lonesome Dove, de Simon Wincer (mini-série) : Luke
- 1991 : La Loi de Los Angeles (L.A. Law) - Saison 6, épisode 4 : David Lee
- 1992 : Dingue de toi (Mad About You) - Saison 1, épisode 7 : Howie Balenger
- 1993 : Les Contes de la crypte (Tales from the Crypt) - Saison 5, épisode 3 : Ike
- 1994 - 1996 : The Adventures of Pete & Pete (en) - Saison 2, épisodes 8 et 12 : Phil Hickle
- 1995 : Homicide (Homicide: Life on the Street) - Saison 3, épisode 14 : Gordon Pratt
- 2004 - 2006 : Les Soprano (The Sopranos) - Saison 5, épisodes 1 à 13 et saison 6 épisode 3 : Tony Blundetto
- 2007 : Les Simpson (The Simpsons) - Saison 19, épisode 4 : Dwight (voix originale)
- 2007 - 2013 : 30 Rock (série télévisée, 6 épisodes) : Lenny Wosniak
- 2008 : Urgences (ER) - Saison 14, épisode 19 : Art Masterson
- 2011 : Portlandia - Saison 1, épisode 1 : le client de la librairie
- 2010 - 2014 : Boardwalk Empire (série télévisée, rôle principal) : Enoch « Nucky » Thompson
- 2017 : Philip K. Dick's Electric Dreams - saison 1, épisode 4 : Ed
- 2019-2023 : Miracle Workers : Dieu, Edward « Eddie » Murphy Shitshoveler et Benny the Teen
- 2025 : Big Mouth (série d'animation) - 1 épisode : Mr Pink (voix)
- 2025 : Poker Face - 4 épisodes : Good Buddy (voix)
- 2025 : Mercredi (Wednesday) - 4 épisodes : le principal Dort

#### Web-série
- 2016 - : Horace and Pete (web-série, rôle principal) : Pete

### En tant que réalisateur

#### Cinéma
- 1992 : What Happened to Pete (court-métrage)
- 1996 : Trees Lounge
- 2000 : Animal Factory
- 2005 : Lonesome Jim
- 2007 : Interview
- 2022 : The Listener

#### Télévision
- 1998 : Homicide (saison 6, épisode 21)
- 1999 et 2001 : Oz (saison 3, épisode 5 et saison 4, épisode 12)
- 2001 à 2006 : Les Soprano (saison 3, épisode 11 ; saison 4, épisode 6 ; saison 5, épisode 7 et saison 6, épisode 5)
- 2009 à 2011 : Nurse Jackie (6 épisodes)
- 2009 et 2012 : 30 Rock (saison 3, épisode 9 et saison 6, épisode 9)
- 2016 : Love (saison 1, épisode 7)

### En tant que scénariste
- 1992 : What Happened to Pete (court-métrage) de lui-même
- 1996 : Trees Lounge de lui-même
- 2007 : Interview de lui-même

### En tant que producteur
- 2000 : Animal Factory de lui-même
- 2005 : Lonesome Jim de lui-même
- 2022 : The Listener de lui-même

## Distinctions
Cette section récapitule les principales récompenses et nominations obtenues par Steve Buscemi. Pour une liste plus complète, se référer à l'Internet Movie Database.

### Récompenses
- 1993 : Independent Spirit Awards : meilleur acteur dans un second rôle pour Reservoir Dogs
- 1997 : Prix Sant Jordi du cinéma : meilleur acteur étranger pour Fargo et Ça tourne à Manhattan
- 2002 : Independent Spirit Awards : meilleur acteur dans un second rôle pour Ghost World
- 2002 : NSFC Awards : meilleur acteur dans un second rôle pour Ghost World
- 2002 : Chlotrudis Awards : meilleur acteur dans un second rôle pour Ghost World
- 2007 : Fantasporto : meilleur scénario pour Interview
- 2011 : Golden Globe du meilleur acteur dans une série télévisée dramatique pour Boardwalk Empire
- 2011 : Screen Actors Guild Award du meilleur acteur dans une série dramatique pour Boardwalk Empire
- 2012 : Screen Actors Guild Award du meilleur acteur dans une série dramatique pour Boardwalk Empire

### Nominations
- 1990 : Independent Spirit Awards : meilleur acteur dans un second rôle pour Mystery Train
- 1997 : Satellite Award du meilleur acteur dans un second rôle (drame) pour Fargo
- 1997 : Chlotrudis Awards : meilleur réalisateur pour Trees Lounge
- 1998 : Saturn Award du meilleur acteur dans un second rôle pour Les Ailes de l'enfer
- 1999 : Directors Guild of America Award : meilleur réalisateur pour une série dramatique pour Homicide (saison 6, épisode 21)
- 2001 : Emmy de la meilleure réalisation pour une série dramatique pour Les Soprano (saison 3, épisode 11)
- 2002 : Golden Globe du meilleur acteur dans un second rôle pour Ghost World
- 2002 : Directors Guild of America Award : meilleur réalisateur pour une série dramatique pour Les Soprano (saison 3, épisode 11)
- 2002 : Satellite Award du meilleur acteur dans un second rôle (film musical ou comédie) pour Ghost World
- 2004 : Emmy du meilleur acteur dans un second rôle dans une série dramatique pour Les Soprano
- 2008 : Emmy du meilleur acteur invité dans une série comique pour 30 Rock
- 2009 : Prix du film allemand : meilleur acteur dans un second rôle pour John Rabe, le juste de Nankin
- 2011 : Emmy du meilleur acteur dans une série dramatique pour Boardwalk Empire
- 2011 : Satellite Award du meilleur acteur dans une série télévisée dramatique pour Boardwalk Empire
- 2012 : Emmy du meilleur acteur dans une série dramatique pour Boardwalk Empire
- 2012 : Golden Globe du meilleur acteur dans une série télévisée dramatique pour Boardwalk Empire
- 2013 : Golden Globe du meilleur acteur dans une série télévisée dramatique pour Boardwalk Empire

## Voix francophones
En version française, Gérard Darier et William Coryn sont les voix françaises régulières en alternance de Steve Buscemi. Edgar Givry l'a également doublé à six reprises.
En version québécoise, François Sasseville et Sébastien Dhavernas sont les voix québécoises régulières de l'acteur.